# Timber Lake
Timber Lake – miasto w Stanach Zjednoczonych, w stanie Dakota Południowa, siedziba administracyjna hrabstwa Dewey.